# Manuel Gonçalves Cerejeira
Manuel Gonçalves Cerejeira (29 november 1888 – 2 augustus 1977) was een Portugees kardinaal-priester.

## Biografie
Cerejeira werd geboren in 1888. In 1911 werd hij tot priester gewijd. In 1928 werd hij geïnstalleerd als bisschop. Op 41-jarige leeftijd werd hij patriarch van Lissabon. In 1929 volgde zijn installatie tot kardinaal door Pius XI. Hij werd de jongst benoemde kardinaal sinds Rafael Merry del Val. 
Hij was gedurende 42 jaar patriarch van Lissabon. In 1977 overleed hij op 88-jarige leeftijd. Hij was de laatste levende kardinaal van het consistorie van 1929 en de laatst levende kardinaal gecreëerd door Pius XI, waardoor hij ook kardinaal-protopriester was.
Tomás de Almeida · José Manoel da Câmara · Francisco de Saldanha da Gama · Fernando de Sousa da Silva · José Francisco Miguel António de Mendonça · Carlos da Cunha e Menezes · Patrício da Silva · Francisco de São Luís Saraiva  · Guilherme Henriques de Carvalho · Manuel Bento Rodrigues da Silva · Inácio do Nascimento de Morais Cardoso · José Sebastião de Almeida Neto · António Mendes Belo · Manuel Gonçalves Cerejeira · António Ribeiro · José da Cruz Policarpo · Manuel Macário do Nascimento Clemente · Rui Manuel Sousa Valério
- Bibliothèque nationale de France: cb10704492x (data)
- CiNii: DA08248316
- Gemeinsame Normdatei: 12923155X
- International Standard Name Identifier: 0000 0000 6629 0259
- Library of Congress Control Number: no94042953
- Nationale Bibliotheek van Tsjechië: xx0025138
- Nederlandse Thesaurus van Auteursnamen: 07947666X
- Réseau des bibliothèques de Suisse occidentale: 02-A018006562
- Istituto Centrale per il Catalogo Unico: PUVV233707
- Système universitaire de documentation: 077283716
- Virtual International Authority File: 63996505
- WorldCat: E39PBJwhvgJMvx96jdpyBCcVmd